# Ponte delle Catene (Fornoli)
Il ponte delle Catene è un ponte sul fiume Lima situato a Fornoli, frazione di Bagni di Lucca.

## Storia e descrizione
Venne edificato dal 1844 al 1860 su commissione del duca di Lucca Carlo Ludovico di Borbone e progetto di Lorenzo Nottolini. Si trattava di un'opera avveniristica per l'epoca. Il Duca la impose letteralmente al proprio architetto regio che, prima di redigere il progetto, dovette visitare personalmente simili architetture realizzate in Inghilterra. L'opera si basa sull'innovativo uso delle tecniche industriali del ferro, tramite la sospensione con le catene, e su un complesso meccanismo sotterraneo che tiene in tensione le catene stesse. Ciò non impedì tuttavia di disegnare un'opera che rispondesse ai criteri estetici del classicismo allora dominante, con i due archi di trionfo che si trovano alle estremità del ponte. La data di inizio dei lavori ne fa uno dei più antichi ponti in ferro dell'Europa continentale ancora esistenti. Il ponte delle Catene di Budapest fu iniziato negli stessi anni e terminato nel 1849. A Kiev, in Ucraina un ponte simile (Ponte Nicola) venne costruito sul Dnipro a partire dal 1848. Nel confinante Granducato di Toscana un ponte sospeso in ferro fu fatto realizzare al parco delle Cascine di Firenze dal Granduca Leopoldo, ma oggi esso non esiste più.
Come quello di Budapest anche Il ponte di Fornoli venne minato dalla Wehrmacht nel 1944. L'esplosione provocò il danneggiamento del piano di calpestio che fu ripristinato solo dopo la guerra.